# Loja (prowincja)
Loja – jedna z 24 prowincji w Ekwadorze. Loja położona jest w południowej części państwa, granicząc od południa bezpośrednio z państwem Peru, od północy graniczy z prowincją Azuay, od wschodu z prowincją Zamora-Chinchipe oraz od zachodu z prowincją El Oro.
Prowincja podzielona jest na 16 kantonów:
1. Loja
2. Calvas
3. Catamayo
4. Chaguarpamba
5. Celica
6. Espíndola
7. Gonzanamá
8. Macará
9. Paltas
10. Puyango
11. Saraguro
12. Sozoranga
13. Zapotillo
14. Pindal
15. Quilanga
16. Olmedo